# Colle delle Finestre
Colle delle Finestre (2176 m n. m.) je průsmyk v Kottických Alpách v italské provincii Piemont a přírodním parku Parco naturale Orsiera - Rocciavrè. Horská silnice, spojující údolí řek Dora Riparia na severu a Torrente Chisone na jihu, byla postavena kolem roku 1700 za účelem získání přístupu k pevnostem v oblasti, zejména Forte di Fenestrelle.
Silnice slouží jako turistická atrakce, ačkoliv posledních 6 km není asfaltováno. Stoupání ze sídla Susa je 18,6 km dlouhé s průměrným stoupáním 9,1%, výškovým rozdílem 1694 m a maximálním stoupáním 12 %.
Jižně od sedla se nachází východní vjezd do proslulé panoramatické cesty Strada dell´Assietta. Průsmyk je uzavřen od 1. listopadu do 31. května.

## Cyklistika
Colle delle Finestre se proslavil v roce 2005, když sedlem vedla předposlední etapa Giro d'Italia. Italská televize tehdy přenášela částečně jen černobílý obraz, aby připomenula éru Fausto Coppiho, když podobné neasfaltované cesty byly obvyklé.
V letech 2011, 2015 a 2018 byl průsmyk znovu na programu Giro d'Italia.